# اوتسوکا
اوتسوکا (انگلیسی: Otsuka) شرکت داروسازی ژاپنی است، که در سال ۱۹۲۱ تأسیس شد.